# Jo Stafford
Pour les articles homonymes, voir Stafford.
Jo Elizabeth Stafford, née le 12 novembre 1917 à Coalinga et morte le 16 juillet 2008 à Century City, est une chanteuse et actrice américaine.

## Biographie
Elle est notamment connue pour la chanson You Belong to Me (1952) et a fait partie du groupe des Pied Pipers.
Son travail entre radio, télévision et musique est reconnu par trois étoiles sur le Walk of Fame à Hollywood.

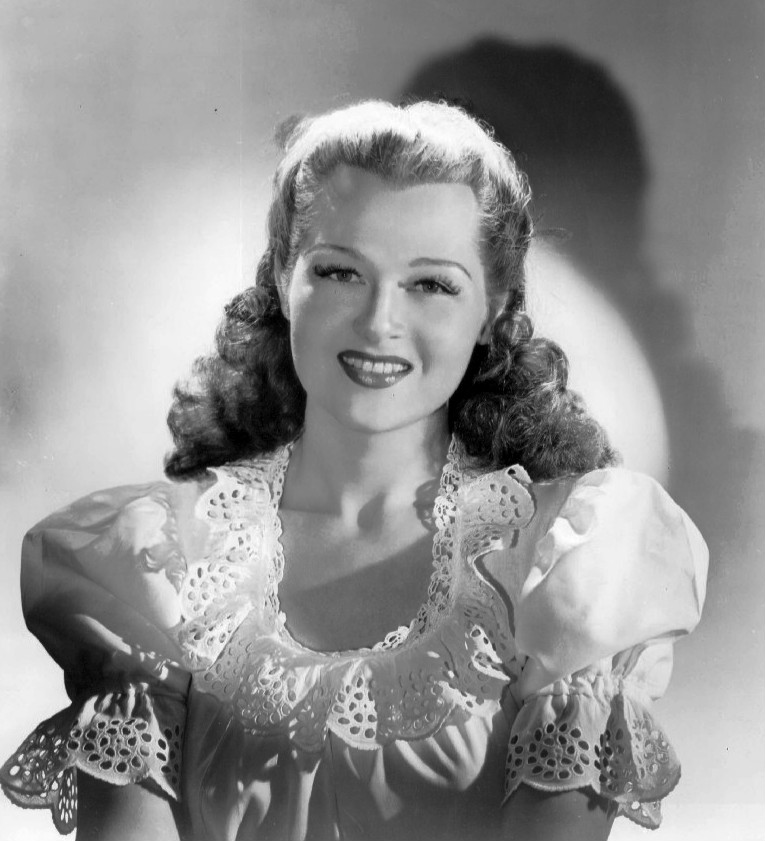
Jo Stafford en 1948.